# Daniel Rowland
Daniel Rowland,  också känd som Daniel Rowlands, född 1713, död 1790, var en av ledarna under den walesiska metodistiska väckelserörelsen tillsammans med William Williams och Howell Harris. Under större delen av sitt liv var han "curate" i församlingarna i Nantcwnlle och Llangeitho i Ceredigion.
Hans namn förknippas vanligen med församlingen i Llangeitho. Han blev pånyttfödd som förkunnare och gjorde Llangeitho till ett centrum för den presbytarianska kyrkan i Wales.